# ایستگاه اوک وود (تورنتو)
ایستگاه اوک وود (انگلیسی: Oakwood station) یک ایستگاه قطار سبک شهری در حال ساخت در خط ۵ اگلینتون، بخشی از سیستم متروی تورنتو است.